# Хирш, Теодор
Теодор Хирш (нем. Theodor Hirsch; 17 декабря 1806, Данциг, Западная Пруссия — 17 февраля 1881, Грайфсвальд) — немецкий историк и педагог. Один из авторов «Всеобщей немецкой биографии».
Двоюродный брат профессора истории Берлинского университета имени Гумбольта Зигфрида Хирша (1816—1860).

## Биография
Теодор Хирш родился 17 декабря 1806 года в городе Данциге (ныне Гданьск, Польша) в еврейской семье. Он обратился в христианство и изучал историю и богословие в Берлинском университете, по окончании которого стал в 1833 году учителем в средней школе в родном городе, где и преподавал историю в течение следующих 32 лет. Его исследования были сосредоточены на истории города, и в 1850 году был назначен ответственным за переустройство муниципальных архивов и надзором за ними.
В 1865 году Хирш стал адъюнкт-профессором в Университете Грайфсвальда и директором библиотеки этого университета.
В 1860 году вместе с Эрнстом Штрекле и Максом Тёппеном издавал Scriptores rerum Prussicarum (Лейпциг, 1861—1874, в пяти частях).
Теодор Хирш умер 17 февраля 1881 года в городе Грайфсвальде.
Его сын Фердинанд Хирш (1843—1915) пошёл по стопам отца и тоже стал историком и преподавателем.